# Hlîboka Balka, Znameanka
Hlîboka Balka (în ucraineană Глибока Балка) este un sat în comuna Kazarnea din raionul Znameanka, regiunea Kirovohrad, Ucraina.

## Demografie
Componența lingvistică a localității Hlîboka Balka
     Ucraineană (94,87%)
     Română (4,1%)
     Rusă (1,03%)
Conform recensământului din 2001, majoritatea populației localității Hlîboka Balka era vorbitoare de ucraineană (94,87%), existând în minoritate și vorbitori de română (4,1%) și rusă (1,03%).